# Bystrzyki

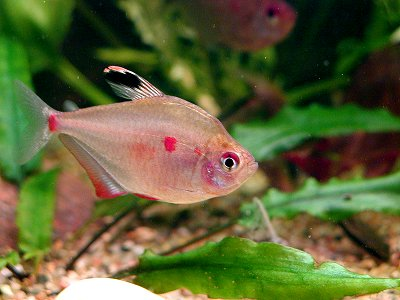
Bystrzyk czerwonoplamy (Hyphessobrycon erythrostigma)

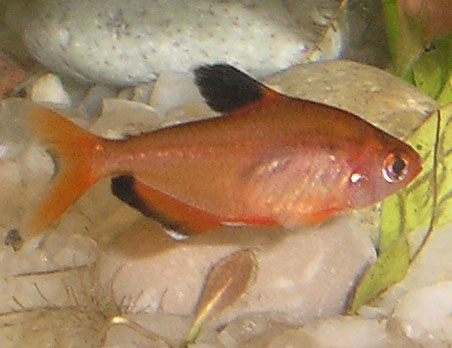
Bystrzyk barwny (Hyphessobrycon eques)

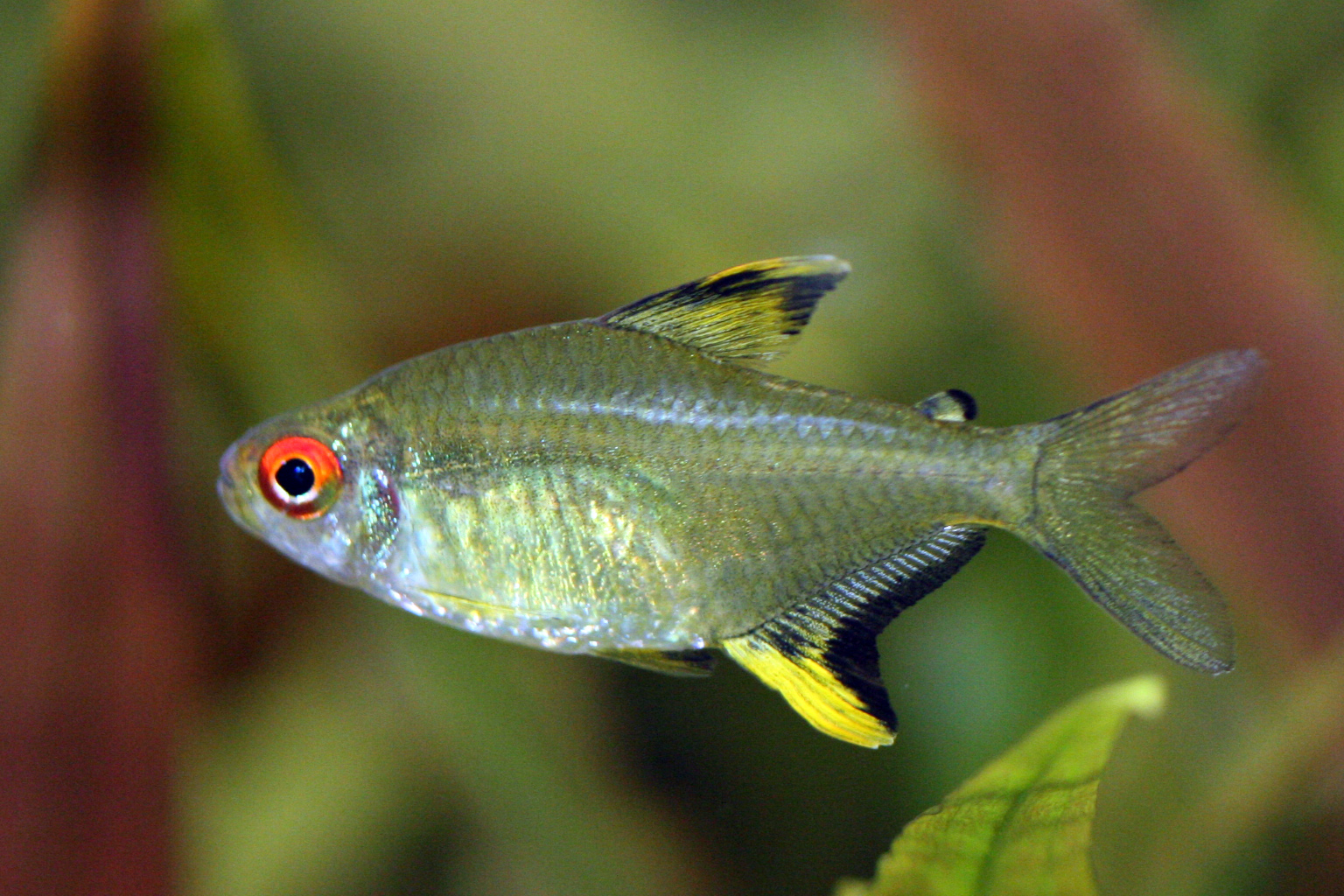
Bystrzyk pięknopłetwy (Hyphessobrycon pulchripinnis)

Bystrzyki – wspólna nazwa niewielkich, słodkowodnych ryb kąsaczowatych z Ameryki Południowej, w większości z rodzaju Hyphessobrycon. Bystrzyki wyróżniają się ubarwieniem. Mają ciało bocznie ścieśnione, o długości od 3,5–8 cm. Są zwinne, szybko pływają. Popularne ryby akwariowe.

## Gatunki bystrzyków
| Nazwa zwyczajowa       | Nazwa systematyczna            |
| ---------------------- | ------------------------------ |
| bystrzyk Axelroda      | Hyphessobrycon herbertaxelrodi |
| bystrzyk barwny        | Hyphessobrycon eques           |
| bystrzyk cynobrowy     | Hyphessobrycon griemi          |
| bystrzyk cytrynowy     | Hyphessobrycon pulchripinnis   |
| bystrzyk czarnopręgi   | Hyphessobrycon scholzei        |
| bystrzyk czarny        | Hyphessobrycon herbertaxelrodi |
| bystrzyk czerwonoplamy | Hyphessobrycon erythrostigma   |
| bystrzyk czerwony      | Hyphessobrycon flammeus        |
| bystrzyk długopłetwy   | Bryconalestes longipinnis      |
| bystrzyk dwupręgi      | Hyphessobrycon bifasciatus     |
| bystrzyk Georgetta     | Hyphessobrycon georgettae      |
| bystrzyk Griema        | Hyphessobrycon griemi          |
| bystrzyk gujański      | Hemigrammus gracilis           |
| bystrzyk jarzeniec     | Hemigrammus gracilis           |
| bystrzyk karlik        | Hyphessobrycon amandae         |
| bystrzyk Kopelanda     | Hyphessobrycon copelandi       |
| bystrzyk loretański    | Hyphessobrycon loretoensis     |
| bystrzyk neonowy       | Paracheirodon innesi           |
| bystrzyk ozdobny       | Hyphessobrycon bentosi         |
| bystrzyk Pereza        | Hyphessobrycon erythrostigma   |
| bystrzyk peruwiański   | Hyphessobrycon peruvianus      |
| bystrzyk pięknopłetwy  | Hyphessobrycon pulchripinnis   |
| bystrzyk piękny        | Hyphessobrycon eques           |
| bystrzyk różowy        | Hyphessobrycon rosaceus        |
| bystrzyk Socolofa      | Hyphessobrycon socolofi        |
| bystrzyk Sokolofa      | Hyphessobrycon socolofi        |
| bystrzyk trójpręgi     | Hyphessobrycon heterorhabdus   |
| bystrzyk z Loreto      | Hyphessobrycon loretoensis     |
| bystrzyk z Rio         | Hyphessobrycon flammeus        |
| bystrzyk z Serpa       | Hyphessobrycon eques           |
| bystrzyk żółtopłetwy   | Hyphessobrycon bifasciatus     |
| bystrzyk żółty         | Hyphessobrycon bifasciatus     |